# Jezik in slovstvo
Jezik in slovstvo („język i literatura”) – słoweńskie czasopismo naukowe, wychodzące od 1955 r. Wydawane jest cztery razy w roku przez Słoweńskie Towarzystwo Slawistyczne (Slavistično društvo Slovenije). Zajmuje się problematyką języka i literatury słoweńskiej.
Czasopismo porusza aktualne pytania, trendy i nowe kierunki w dziedzinie językoznawstwa słowenistycznego, teorii literatury oraz glottodydaktyki. Na jego łamach prezentuje się także raporty kongresowe, traktaty naukowe i recenzje krytyczne. Autorami artykułów są zarówno specjaliści z kraju, jak i z zagranicy. Pisane są w języku słoweńskim, przy czym opatruje się je anglojęzycznymi streszczeniami.
Od 1991 roku wydania czasopisma udostępniane są także w internecie.